# インフィニティ・ベンチャー・サミット
IVS (Infinity Ventures Summit、インフィニティ ベンチャーズ サミット) は、日本最大級のスタートアップイベント。
実行委員会形式が採用されており、株式会社Headline JapanをはじめとしたIVS 実行委員会によって運営されている。

## 概要
「無限の可能性を持つベンチャー企業を生み出す場」という意味を込めて、2007年11月に初開催。新たな時代を牽引する企業の経営者・経営幹部・投資家、スタートアップに関わる人が集うスタートアップイベントとして、2024年までの17年間で累計約3.7万人を動員した。
開催時期は7月上旬。3日間にわたり開催される。2020年の新型コロナウイルス感染症（COVID-19）流行の影響によるオンライン開催を経て、2023年より会場を京都に移転。2025年まで3回連続、京都での開催を予定している。
Business エリア（起業家と投資家が対象）とNEXTエリア（スタートアップに関わるすべての人が対象）の2つのエリアからなる。会期中とその前後を含めて参加者が主催するサイドイベントが開催されている。
特に次世代の起業家の登竜門ともいわれるピッチイベント「LAUNCHPAD」が注目されている。

## 歴史

### 招待制（2007年 - 2022年）
IVSは2007年11月にケイ・アンド・カンパニーLLP（代表パートナー小林雅）の主催で始まった。
翌2008年1月、以降本イベントの主催となるインフィニティ・ベンチャーズLLPが小林らにより設立される。
2015年9月、小林はインフィニティ・ベンチャーズLLPを退任、翌2016年12月に「IVSでの悲しい出来事」が綴られている。
2022年までの間、IVSは「招待制のインターネット経営者カンファレンス」として、IT業界の国内外の経営者・経営幹部を対象に年に2回開催されていた。

### ゾーン制（2023年 - ）
2023年からは招待制を撤廃。投資家・経営者のみが参加できるゾーンに加え、スタートアップ関係人口を増やすゾーンが新設。これにより、イベントは大幅に拡大し、多様な参加者が集まる場となった。

#### IVS2023 KYOTO / IVS Crypto 2023 KYOTO
日程：2023年6月28日（水）～6月30日（金）
会場：京都市勧業館「みやこめっせ」「ロームシアター京都」他
総来場者数：10,000名
3ゾーン、17ステージ、250セッション。
DAY1の6月28日には、NEXT CITY内Next Stageで行われたセッション「【特別ゲスト出演】インフルエンスキャピタルの世界投資戦略」にPivot国山ハセンや、シークレットゲストで元サッカー日本代表選手で投資家の本田圭佑が登壇。PRO BASE内Stage Bで行われたセッション「異端の経営者が渡すバトンはAIへ？全産業でリストラ対象拡大」にDMM.com 会長兼CEOの亀山敬司が登壇。DAY3の6月30日には、NEXT CITY内Start Stageで行われたセッション「スタートアップ経営塾　藤田晋 vs 次世代メガベンチャー」にサイバーエージェント 取締役 藤田晋が登壇するなど、著名人の登壇セッションも多数行われ、立ち見客も多かった。

#### IVS2024 KYOTO / IVS Crypto 2024 KYOTO
日程：2024年7月4日（木）～7月6日（土）
会場：京都パルスプラザ他
総来場者数：12,000名
4ゾーン、11ステージ、198セッション。
全198セッションプログラムのうち女性の登壇者が1名以上いるセッションプログラムは125。女性が1名以上参加しているセッションは63％。
DAY3の7月6日には、NEXT CITY内のMain Stageで行われたセッション「次世代エンターテイメントの勝ち筋」では、元放送作家の鈴木おさむ、The Human Miracleの小橋賢児、アソビシステムの中川悠介、heart relationの小嶋陽菜が登壇。国内外から多彩な業界のトップリーダーが登壇し、様々な視点での議論が行われた。

## IVS LAUNCHPAD 優勝企業
| 年     |                 | 会社名                                  |
| ------ | --------------- | --------------------------------------- |
| 2008年 | Spring          | ジェイマジック                          |
|        | Fall            | ヤマハ                                  |
| 2009年 | Spring          | モーションポートレート                  |
|        | Fall            | カタログ                                |
| 2010年 | Spring          | アスラテック                            |
|        | Fall            | ホットリンク                            |
| 2011年 | Spring          | ユビキタスエンターテインメント（UEI）   |
|        | Fall            | Labit                                   |
| 2012年 | Spring          | クラウドワークス                        |
|        | Fall            | スマートエデュケーション                |
| 2013年 | Spring          | Freee                                   |
|        | Fall            | Capy                                    |
| 2014年 | Spring          | WHILL                                   |
|        | Fall            | ギャラクシーエージェンシー（現 akippa） |
| 2015年 | Spring          | キッズライン                            |
|        | Fall            | 農業情報設計社                          |
| 2016年 | Spring          | SmartHR                                 |
|        | Fall            | SORABITO                                |
| 2017年 | Spring Kobe     | クラスター                              |
|        | Fall Kanazawa   | ecbo                                    |
| 2018年 | Spring Taipei   | 楽傑科創                                |
|        | Winter Kanazawa | AERONEXT                                |
| 2019年 | Summer Kobe     | Funds                                   |
|        | Winter Bangkok  | Flowaccount                             |
| 2020年 | Online          | アダコテック                            |
| 2021年 | Spring          | 207                                     |
|        | Fall NASU       | SHE                                     |
| 2022年 | NAHA            | PETOKOTO                                |
| 2023年 | KYOTO           | aba                                     |
| 2024年 | KYOTO           | RENATUS ROBOTICS                        |